# Demografia do Malawi
Este artigo é sobre as características demográficas da população do Malawi, incluindo densidade populacional, etnicidade, nível de educação, a saúde da população, situação econômica, confissões religiosas e outros aspectos da população.
O nome deste país africano deriva dos maravis, um povo banto que veio do sul do Congo cerca de 600 anos atrás. Ao chegar à zona norte de Lago Niassa, os maravis dividiram-se. Um ramo, os ancestrais dos dias atuais chewas, mudou-se para sul até à margem ocidental do lago. O outro, os ancestrais dos nianjas, mudou-se para baixo do banco do leste para o sul do país.
Em 1500, as duas divisões da tribo haviam estabelecido um reino que se estende do norte da atual cidade de Nkhotakota ao rio Zambeze, no sul, e do Lago Niassa no leste, para o rio Luangwa no Zâmbia, a oeste.
Migrações e conflitos tribais impediram a formação de uma sociedade coesa até a virada do século XX. Em anos mais recentes, as diferenças étnicas e tribais têm diminuído. Distinções e rivalidades regionais, no entanto, persistem. Apesar de algumas diferenças claras, sem atrito significativo existe atualmente entre os grupos tribais, e o conceito de nacionalidade do Malawi começou a tomar posse. Predominantemente uma população rural, que são geralmente conservadoras e tradicionalmente não-violentas.
Os chewas constituem 90% da população da região central, a tribo nianja predomina no sul e a tumbuka no norte. Além disso, um número significativo de tongas vivem no Norte; ngonis - um ramo dos zulus que vieram de África do Sul, no início dos anos 1800 - vivem abaixo do norte e regiões menores centrais, e os yao, que são na sua maioria muçulmanos, predominam na região Sul do país e vivem em uma faixa larga a partir de Blantire e Zomba ao norte do Lago Niassa e no leste da fronteira com o Moçambique. Bantus de outras tribos vieram de Moçambique como refugiados.

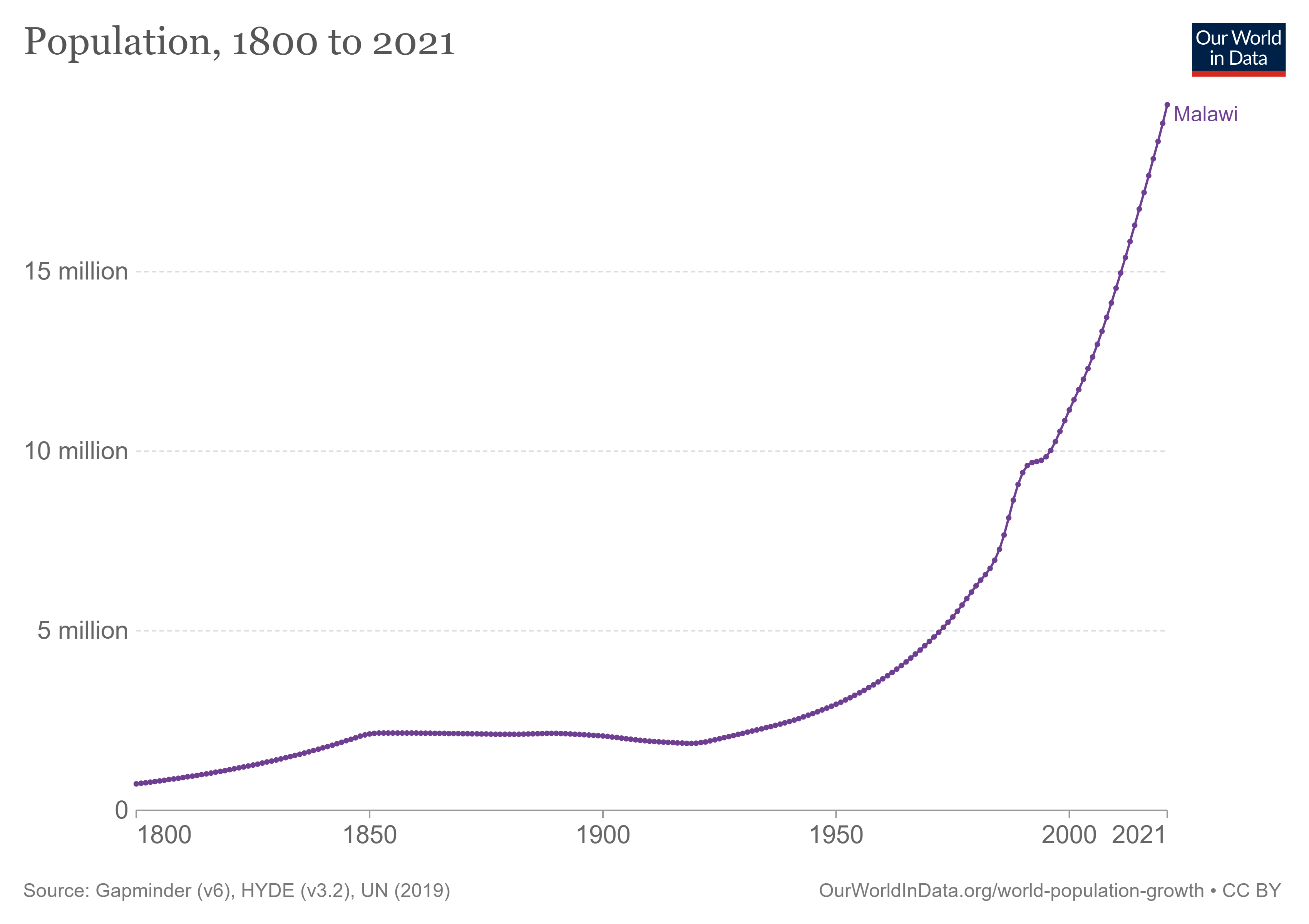
Demografia do Malawi, dados da FAO, ano 2005, número de habitantes em milhares.

## CIA World Factbook demographic statistics
As seguintes estatísticas demográficas são da CIA World Factbook, salvo indicação em contrário

### População
- 10,385,849 (Julho 2000 est.)
- 13,931,831 (Julho 2009 est.)

### Estrutura etária
- 0-14 anos: 45% (masculino 2,335,440; feminino 2,324,012)
- 15-64 anos: 52% (masculino 2,671,580; feminino 2,766,560)
- 65 anos e acima de: 3% (masculino 117,932; feminino 170,325) (2000 est.)

### taxa de crescimento populacional
2.38% (2006 est.)

### Taxa de natalidade
38.49 nascimentos / 1.000 habitantes (2000 estimado.)

### Taxa de mortalidade
22,44 mortes / 1.000 habitantes (2000 estimado.)

### Taxa de migração
0 migrante (s) / 1.000 habitantes (2000 estimado.)

### Taxa por sexo
- no nascimento: 1,03 masculino(s)/feminino
- inferior 15 anos: 1 masculino(s)/feminino
- 15-64 anos: 0,97 masculino(s)/feminino
- 65 anos e acima de: 0,69 masculino(s)/feminino
- população total: 0,97 masculino(s)/feminino (2000 est.)

### Taxa de mortalidade infantil
122,28 mortes por 1.000 nascidos vivos (2000 est.)

### Proporção de médicos para a população em geral
1 Doctor/65,000 Malawians

### Expectativa de vida no nascimento
- população total :37.58 anos anual
- masculina: 37.2 anos
- feminina: 37.98 anos (2000 est.)

### Taxa de fecundidade total
- 5.33 crianças nascidas/mulher (2000 est.)
- 5.67 crianças nascidas/mulher (2008 est.)

### Nacionalidade
- substantivo: Malawian(s)
- adjetivo: Malawian

### Grupos étnicos
- Chewa
- Nyanja
- Tumbuka
- Yao
- Lomwe
- Sena
- Tonga
- Ngoni
- Ngonde

### Religiões
- Cristianismo: 79.9%
- Muçulmana: 12.8%
- Outras: 3.1%
- Não-religião: 4.3%

| Religião no Burundi | Religião no Burundi | Religião no Burundi | Religião no Burundi | Religião no Burundi |
| ------------------- | ------------------- | ------------------- | ------------------- | ------------------- |
| Religião            |                     |                     | % aprox.            |                     |
| Cristianismo        | Cristianismo        |                     | 80%                 | 80%                 |
| Islão               | Islão               |                     | 13%                 | 13%                 |
| Outras              | Outras              |                     | 3%                  | 3%                  |
| Sem religião        | Sem religião        |                     | 4%                  | 4%                  |

### Idiomas
Inglês (oficial), Chichewa (oficial), outras línguas importantes regionalmente

### Alfabetização
- definição: idade 15 e acima pode ler e escrever
- população total: 58%
- masculino: 72.8%
- feminino: 43.4% (1999 est.)